# Lasioglossum divergens
Lasioglossum divergens là một loài Hymenoptera trong họ Halictidae. Loài này được Lovell mô tả khoa học năm 1905.